# Notharchus
Notharchus är ett släkte i familjen trögfåglar inom ordningen jakamar- och trögfåglar. Släktet omfattar sex arter som förekommer i Latinamerika från El Salvador till nordöstra Argentina:
- Vithalsad trögfågel (N. hyperrhynchus)
- Guyanatrögfågel (N. macrorhynchos)
- Rostbukig trögfågel (N. swainsoni)
- Svartbröstad trögfågel (N. pectoralis)
- Brunbandad trögfågel (N. ordii)
- Svartvit trögfågel (N. tectus)

Familjen trögfåglar placeras ofta tillsammans med jakamarerna (Galbulidae) i den egna ordningen Galbuliformes. Studier visar dock att de är relativt nära släkt med de hackspettartade fåglarna och inkluderas allt oftare i denna ordning.